# Глебов, Иван Александрович (генерал-лейтенант милиции)
Ива́н Алекса́ндрович Гле́бов  (15 марта 1921 года — 28 ноября 2002 года) — советский деятель органов внутренних дел, генерал-лейтенант милиции.

## Биография
Родился 15 марта 1921 года в с. Сунгелеево, Чистопольского района, Татарской АССР. Русский. Отец Глебов Александр Иванович, 1891 года рождения, агроном. Мать Глебова Анфиса Сергеевна, 1865 года рождения, учительница. Среднюю школу окончил в 1938 году в г. Горьком и в том же году поступил в Горьковский педагогический институт имени М. Горького, который окончил после службы в армии (1939—1940 гг.) в 1944 году. В 1942 году вступил в члены ВКП(б). После учёбы в институте работал в комсомоле, затем на партийной работе в Ульяновске и в Сталинграде. В 1949 году окончил ВПШ при ЦК КПСС (экономический факультет). В 1954 году был избран секретарём горкома КПСС, а в 1959 году 1 секретарём Красноармейского райкома КПСС г. Сталинграда. В 1959 году был направлен на работу в правоохранительные органы и назначен начальником областного управления внутренних дел Исполнительного комитета Сталинградского (Волгоградского) областного Совета, где проработал до 1969 года. С 1969 по 1973 годы начальник главного управления материально-технического и военного снабжения МВД СССР. С 1973 по 1975 годы начальник главного управления административной милиции МВД СССР. С 1975 по 1983 годы — заместитель начальника НЦ Академии МВД ССР, помощник начальника академии.

## Семья
Жена — Валентина Васильевна, врач-гинеколог, дочери: Лариса 1943 г.р, врач-дерматолог, Татьяна 1946 г.р., врач-офтальмолог.

### Звания
- Комиссар милиции 3-го ранга;
- Комиссар милиции 2-го ранга.
- генерал-лейтенант милиции с 1973 года

### Награды
- Орден Трудового Красного Знамени
- Орден Красной Звезды

Медали